# Araiophos
Araiophos là một chi cá vây tia đại dương thuộc họ Sternoptychidae.

## Loài
Hiện có hai loài được công nhận thuộc chi này:
- Araiophos eastropas Ahlstrom & Moser, 1969
- Araiophos gracilis Grey, 1961